# Vulcania
El Vulcania fue una motonave de pasaje transatlántico construido por los astilleros Cantieri Navale Triestino de Monfalcone, Italia en 1926 para la naviera italiana, Cosulich también propietaria de los astilleros mencionados. Tenía una nave gemela nombrada Saturnia.

## Historial
Fue botado el 19 de diciembre de 1926, zarpó de Trieste en su viaje inaugural con destino Patras, Nápoles y Nueva York el 19 de diciembre de 1928; seis días antes, había finalizado su construcción. En diciembre de 1936 realizó su último viaje Trieste - Nueva York para la Cosulich Line y en 1937 fue incorporado a la recién formada Italia Line. 
En marzo de 1937 comenzó a operar la ruta Trieste - Nueva York y en marzo de 1940 realizó su último viaje Trieste - Nápoles - Nueva York - Trieste. A consecuencia del inicio de la guerra fue requisado por el gobierno italiano en 1941, y utilizado para transportar tropas al norte de África. Fue el único superviviente de un convoy de tropas formado por dicho buque y las motonaves de pasaje gemelas Neptunia y Oceania  que zarparon de Tarento el 16 de septiembre de 1941 , siendo hundidas las dos naves citadas el día 17 por el submarino británico HMS Upholder , el Vulcania escapó a toda velocidad rumbo a Trípoli . En 1942-43 se utilizó en tres misiones especiales para repatriar a mujeres y niños, Génova - África Oriental Italiana  rodeando el cabo de Buena Esperanza. 
En octubre de 1943 se convirtió en transporte de tropas para la US Navy. El 29 de marzo de 1946 fue fletado a la American Export Lines  para la ruta e Nueva York - Nápoles - Alejandría, realizando su último viaje en este servicio el 4 de octubre de 1946 después de 6 viajes. Fue devuelto a la línea Italia Line el 15 de noviembre de 1946 y zarpó de Nueva York  via Nápoles a Génova, donde fue reacondicionada su distribución de pasaje para acomodar a 240 en 1ª clase, 270 en 2ª y 860 de clase turista. En julio de 1947 hizo un solo viaje de Génova a Sudamérica y, a continuación, el 4 de septiembre reanudó el servicio Génova - Nápoles - Nueva York, realizando el 21 de septiembre de 1955 su último viaje en esta ruta, para el 28 de octubre de 1955 ser trasferido a la línea entre Trieste, Venecia, Patras, Nápoles, Palermo, Gibraltar, Lisboa, Halifax y Nueva York. El 5 de abril de 1965 inició su último viaje en este servicio y fue vendido a la Siosa Line renombrado como Caribia. El 18 de septiembre de 1973 recaló en Barcelona remolcado para desguace y el 15 de marzo de 1974 partió a remolque rumbo a Kaohsiung en Taiwán para su desguace.